# Río Blanco (Grande)
El río Blanco es un curso natural de agua emisario del lago Blanco (Tierra del Fuego) y fluye con dirección general noreste hasta desembocar en el río Grande de Tierra del Fuego.

## Trayecto
El río Blanco es de corto trayecto, solo 7 km pero de un caudal considerable.: 617 